# Буковогорская культура
Буковогорская культура, или культура Бюкк (англ. Bükk Culture) — неолитическая культура V тыс. до н. э. Распространена на территории Венгрии и Словакии.

## Происхождение
Рассматривается как восточный вариант Культуры линейно-ленточной керамики, сформировавшийся в горах Бюкк в результате «неолитизации» местного мезолитического населения (кроманьонцев). Об этом говорят, в частности, их жилищные традиции: в то время как большая часть носителей ЛЛК жила в длинных домах, носители культуры Бюкк жили в небольших прямоугольных жилищах, пол которых находился ниже уровня грунта.
Известным исследователем данной культуры был Ян Лихардус.